# Ділан Гартлі
Ділан Майкл Гартлі (англ. Dylan Michael Hartley; нар. 24 березня 1986, Роторуа, Нова Зеландія) — англійський професійний регбіст новозеландського походження. Виступав за збірну Англії, де з 2016 року обіймав посаду капітана, та «Нортгемптон Сейнтс» на позиції гукера. Сумно відомий своїми витівками на полі — гравця неодноразово усували за брудну гру чи неспортивну поведінку, що зрештою коштувало йому місця у складі збірної на домашньому чемпіонаті світу.
У складі клубу та збірної Гартлі досяг безлічі успіхів: за свою кар'єру став чемпіоном Англії, дворазовим володарем Англо-валлійського кубка та Кубка виклику, а також триразовим володарем Кубка шести націй. Крім того, йому належить рекорд за кількістю матчів за національну збірну на позиції гукера.

## Дитинство та молодіжна кар'єра
Народився у новозеландському місті Роторуа. У дитинстві почав грати в регбі за шкільну команду, а ставши професійним гравцем, потрапив до її Зали слави. У 2002 році закінчив навчальний заклад, попутно вигравши чемпіонат країни серед шкіл; його партнерами були інші майбутні зірки: Ліам Мессам і Келлі Гаїмона. Відразу після цього Ділан переїхав до родичів в англійське місто Кроуборо, де він, який на той час виступав на позиції пропа, продовжив удосконалювати свої навички, виступаючи за однойменний аматорський клуб.
В Англії Ділан прийняв місцеве громадянство й у 2004—2005 роках отримав виклики до молодіжних збірних країн, де його гра привернула увагу «Вустер Ворріорз». У 2004 році потрапив до академії клубу, проте в основному складі зіграв лише один раз проти «Лідс Тайкс» у Європейському кубку виклику. У 2005 році змінив позицію на гукера, а потім підписав контракт з «Нортгемптон Сейнтс».

## Професійна кар'єра

### «Нортгемптон Сейнтс»
Дебютував за клуб у вересні 2005 року в матчі Прем'єр-ліги проти «Лестер Тайгерс»; всього ж у дебютному сезоні він виходив на поле 16 разів, чим відразу ж заробив репутацію наступника незмінного гукера «Святих» Стіва Томпсона. На самому початку 2007 року Томпсон отримав важку травму шиї і змушено завершив кар'єру, що дало Ділану можливість стати основним другим номером в клубі. Попри прогрес гравця, клуб за результатами сезону залишив найвищий дивізіон і провів рік у Чемпіоншипі. Проте, за словами самого Гартлі, це був вкрай корисний досвід — нортгемптонська команда не тільки зуміла одразу повернутися в еліту, а й зробила дубль, вигравши Англо-валлійський кубок; крім того, гра в другому за силою змагання країни дозволила команді згуртуватися та вийти на новий рівень.
У 2008 році Гартлі в кількох матчах носив капітанську пов'язку, коли Брюс Реяна не міг вийти на поле, а перед початком сезону 2009/2010 отримав призначення постійним капітаном «Святих», і у віці 23 років став наймолодшим регбістом клубу, якому надана така честь. У наступні роки Ділан не знизив рівень своїх виступів, так, у сезоні 2010/2011 він зіграв у фіналі Кубка Гейнекен (поразка від «Ленстера» 33:22). Однак у вирішальному матчі плей-офф Прем'єр-ліги через два роки підвів команду — на 41-й хвилині він отримав червону картку за образу на адресу рефері. Ця витівка коштувала «Святим» титулу, оскільки у другому таймі гравці «Лестер Тайгерс» зуміли занести три спроби та здобути перемогу із загальним рахунком 37:17.

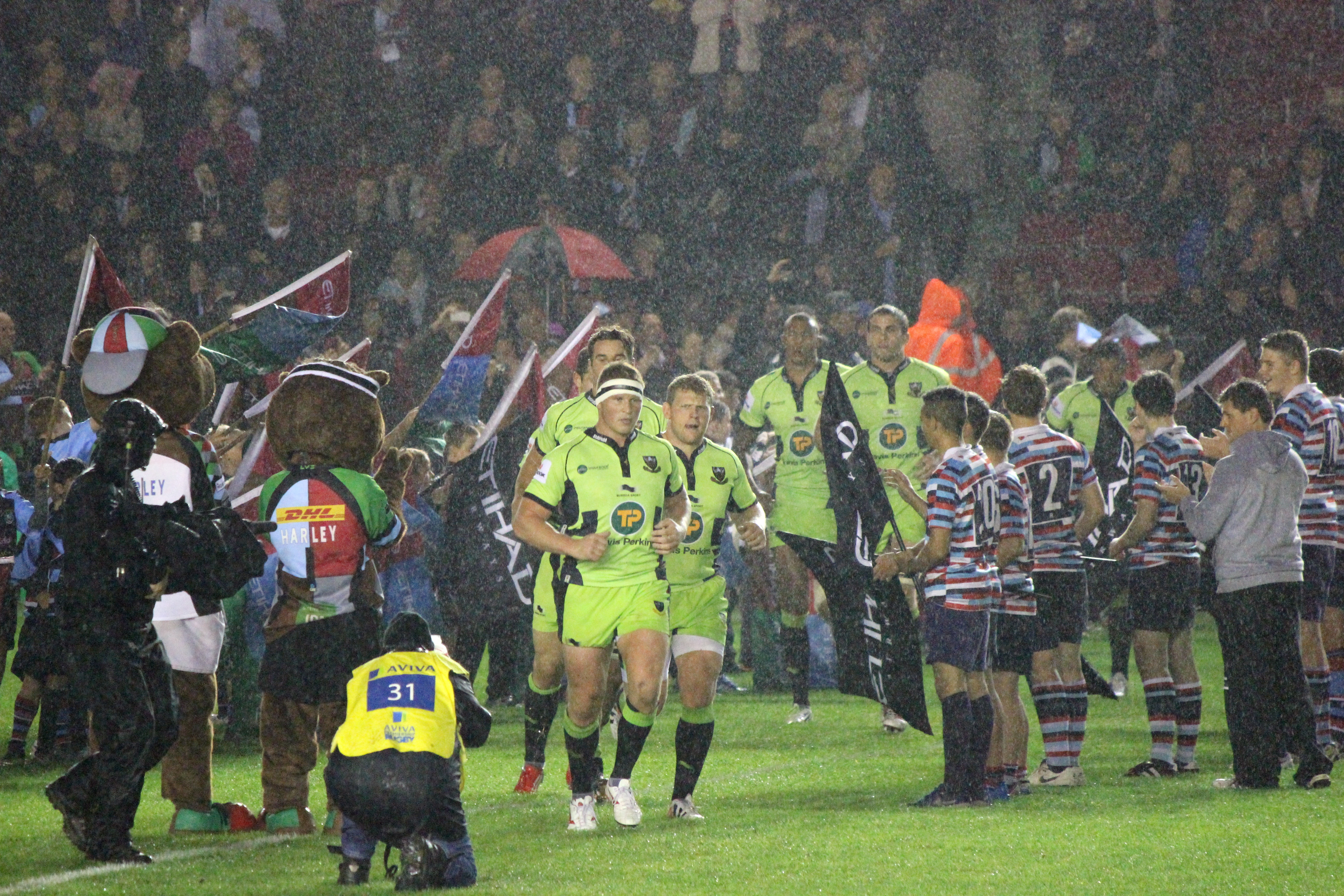
Капітан «Нортгемптон Сейнтс» Ділан Гартлі виводить команду на поле у матчі з «Гарлеквінс», 2013

Вже наступного сезону регбіст зумів реабілітуватися. «Нортгемптон» зіграв у трьох фіналах, у двох з яких зумів здобути перемоги (над «Сарацинами» у Прем'єр-лізі та «Батом» у Кубку виклику). Наприкінці року Гартлі надійшла вигідна пропозиція від «Монпельє Еро», але той відмовився і замість переїзду до Франції продовжив контракт з клубом ще на три роки.

### Збірна Англії
У 2007 році Гартлі зіграв три матчі за «Інгленд Сексонс», другу збірну країни. За рік він дебютував і за основну команду, вийшовши на заміну в тестовому матчі проти «Пасіфік Айлендерс». Спочатку Ділан не міг закріпитися в основі збірної, оскільки на його позиції виступав досвідчений Лі Мірс, але вже влітку 2009 року головний тренер червоно-білих Мартін Джонсон випустив його у старті на гру проти Аргентини на «Олд Траффорд». Хоча англійці і здобули впевнену перемогу з рахунком 37:15, молодому регбісту було чим себе дорікнути, зокрема, його помилки в обороні призвели до двох штрафних.
У наступних двох сезонах Ділан став регулярно з'являтися в основі, і на момент оголошення складу збірної Англії на чемпіонат світу з регбі 2011 в його активі вже було 29 матчів і 5 очок у червоно-білій регбійці. На турнірі Гартлі вийшов на поле чотири рази (тричі на заміну й один раз у стартовому складі), проте вболівальникам він запам'ятався не своєю грою — регбіст двічі привертав увагу таблоїдів: уперше через відвідування барів разом з партнерами по команді Джеймсом Гаскеллом і Крісом Ештоном, а потім та ж трійця виявилася замішаною у сексуальному скандалі з однією з працівниць готелю, у якому зупинилися англійці.
Після турніру тренером червоно-білих став Стюарт Ланкастер, який незабаром став виводити зі складу спортсменів, які мали проблеми з дисципліною. Попри те, що Гартлі не перестав грати брудно, він регулярно отримував виклики до збірної. Влітку 2012 року йому довірили капітанську пов'язку на час відсутності Кріса Робшоу, який зламав палець перед фінальним матчем тестового вікна. За наступні три роки Ділан разом зі збірною тричі посідав друге місце на Кубку шести націй. Водночас дисциплінарні проблеми Гартлі не зникли — наприкінці 2014 року він отримав останнє попередження від Ланкастера, а за кілька місяців до домашнього чемпіонату світу головний тренер вирішив усунути регбіста від виступу за збірну через неналежну поведінку на полі.
Все змінилося після провалу англійців на чемпіонаті світу та призначення головним тренером Едді Джонса. Австралієць відразу ж призначив Гартлі капітаном команди на Кубку шести націй, що викликало неоднозначну реакцію експертів і вболівальників. У 2016 році англійці виграли всі 13 матчів, попутно повернувши собі великий шолом і піднявшись на 2-й рядок світового рейтингу, що переконало Джонса залишити пов'язку у Ділана. Своєю чергою Гартлі став лідером у команді, яка виграла європейський турнір і другий рік поспіль.

### Досягнення
«Нортгемптон Сэйнтс»
Англійська Прем'єр-ліга
- Переможець: 2013/2014;
- Фіналіст: 2012/2013.

Англо-валлійський кубок
- Переможець (2): 2007/2008, 2009/2010;
- Фіналіст (2): 2011/2012, 2013/2014.

Англійський Чемпіоншип
- Переможець: 2007/2008.

Євроейський кубок виклику
- Переможець (2): 2008/2009, 2013/2014.

Кубок Гейнекен
- Фіналіст: 2010/2011.

Сборная Англии
Кубок шести націй
- Переможець (3): 2011, 2016, 2017;
- Великий шлем: 2016.

## Стиль гри
Знаний своєю агресивною манерою гри, яка неодноразово призводила до проблем дисциплінарного характеру, проте тренери молодіжних команд зазначали, що в ранньому віці Ділан утримував свої емоції під контролем, і його агресія йшла лише на користь його виступам. Одна з сильних сторін спортсмена — гра в сутичці, де він завдяки своїм навичкам, фізичній силі та вазі майстерно виконує обов'язки гукера, доставляючи м'яч до задньої лінії. Інша перевага Гартлі — лідерські якості, які забезпечили йому капітанську пов'язку в клубі та збірній.
Проте після призначення його капітаном багато експертів засумнівалися в якості гри Ділана. Експерти закидали йому погану форму, а також назвали його виступи середніми навіть за мірками національного чемпіонату. Крім того, багато фахівців висловилися за гравця «Сарацинів» Джеймі Джорджа як кращу кандидатуру на позиції другого номера збірної, оскільки той не поступається, а за деякими компонентами і перевершує Гартлі.

### Проблеми з дисципліною
Вся професійна кар'єра регбіста була затьмарена безліччю дискваліфікацій. Загалом з 2007 року його було відсторонено на 60 тижнів з наступних причин:
| Рік  | Суперник </br> Турнір             | Причина                                                           | Наслідки | Прим.  |
| ---- | --------------------------------- | ----------------------------------------------------------------- | --- | ------ |
| 2007 | «Воспс» Прем'єр-Ліга              | Намірний удар у ділянку очей Джеймі Гаскелла та Джонні О’Коннора. | Відсторонений від участі у матчах на 26 тижнів.                                                                 | [ 28 ] |
| 2012 | Збірна Ірландії Кубок шести націй | Укус Стівена Ферріса.                                             | Відсторонений від участі у матчах на 8 тижнів.                                                                  | [ 29 ] |
| 2012 | «Ольстер» Кубок Гейнекен          | Навмисні удари ліктем в обличчя Рорі Беста.                       | Відсторонений від участі у матчах на 2 тижні.                                                                   | [ 30 ] |
| 2013 | «Лестер Тайгерс» Прем'єр Ліга     | Образи на адресу рефері.                                          | Відсторонений від участі у матчах на 11 тижнів; </br> Виключено зі складу " Британських та ірландських левів ". | [ 31 ] |
| 2014 | «Лестер Тайгерс» Прем'єр Ліга     | Намірний удар ліктем в обличчя Метта Сміта                        | Усунений від участі у матчах на 3 тижні; Остання попередження від тренера збірної.                              | [ 18 ] |
| 2015 | «Сарацини» Прем'єр-Ліга           | Удар головою в обличчя Джеймі Джорджа                             | Відсторонений від участі у матчах на 4 тижні; Виключено зі складу збірної Англії на чемпіонаті світу.           | [ 19 ] |
| 2016 | «Ленстер» Кубок чемпіонів         | Намірний удар в обличчя Шона О'Браєна.                            | Відсторонений від участі у матчах на 6 тижнів.                                                                  | [ 32 ] |

## Поза регбі
Одружений, його дружина Джоанн Тромас працює візажистом; 2015 року у пари народилася дочка Теа. Після призначення регбіста капітаном збірної Англії новозеландський бренд Canterbury призначила його послом. Угода була укладена на три роки, а обов'язком спортсмена стало просування тренувального та повсякденного одягу. Крім цього, Гартлі займається і благодійністю: він один із послів Фонду Метта Гемпсона, а також щорічний учасник кампанії Вусопад.